# Cuniculus paca

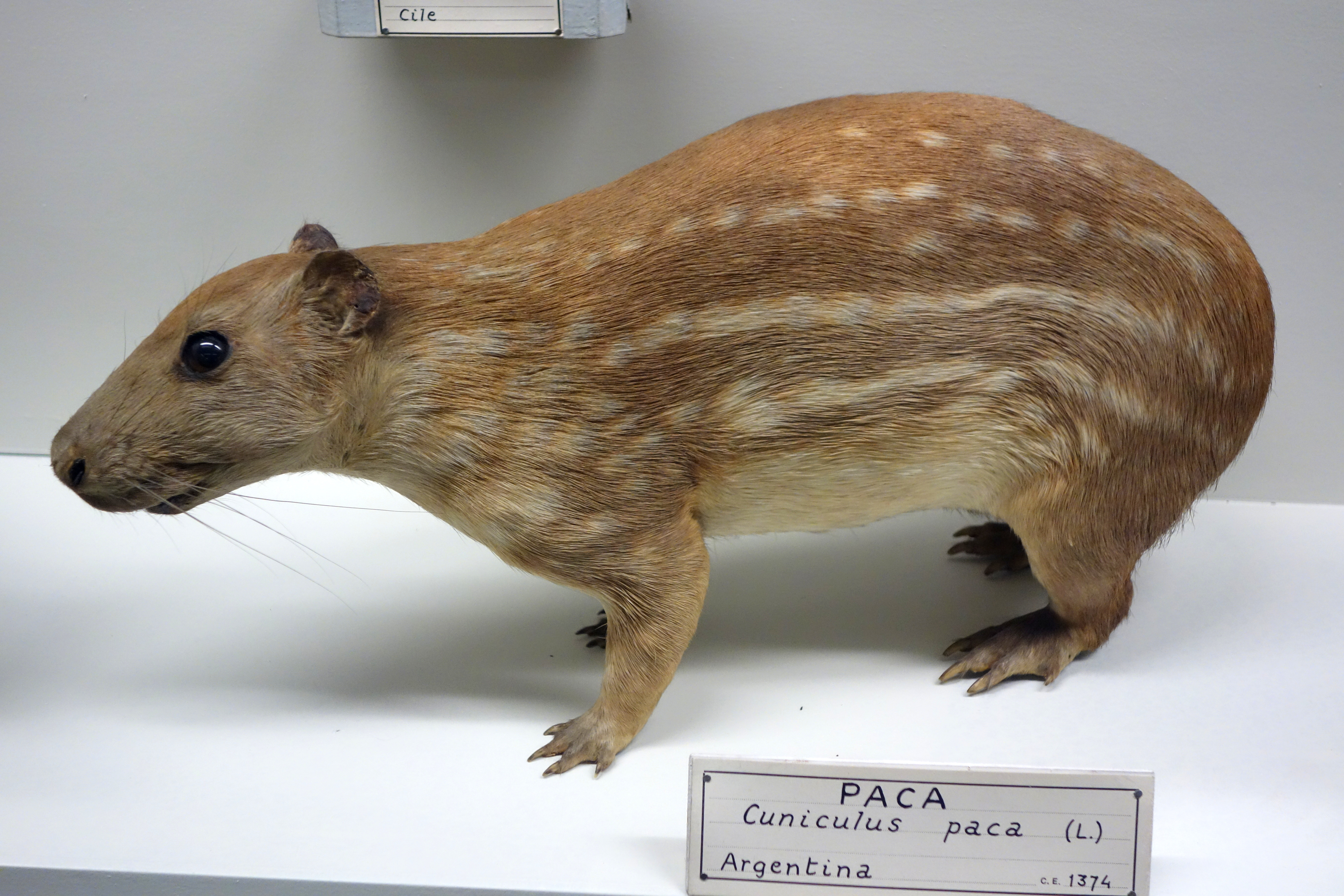
Cuniculus paca.

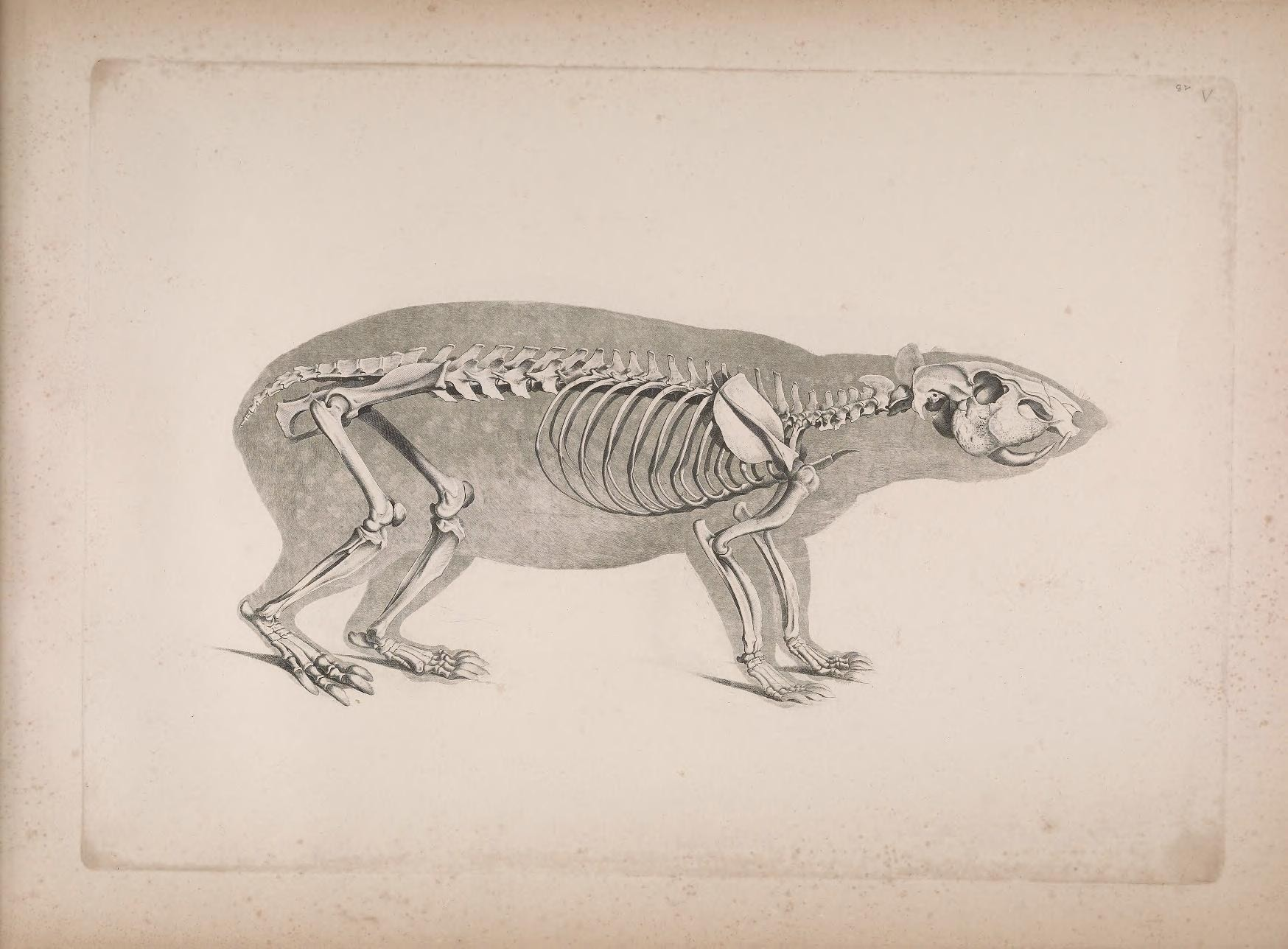
Esqueleto.

La paca común, guagua, guanta, lapa, tepezcuinte, tepezcuintle majaz o jochi (Cuniculus paca) es una especie de roedor histricomorfo de la familia Cuniculidae. Vive en las proximidades de los cursos de agua de los bosques tropicales, desde el sur de México y Centroamérica, pasando por Paraguay y el noreste de Argentina. El género tiene otro representante, la paca de montaña (Cuniculus taczanowskii) que habita los bosques de montaña andinos de Venezuela, Colombia, Ecuador, Perú y Bolivia. Está incluido en la Lista de Preocupación Menor dada su amplia distribución, presunta gran población, la aparición de una serie de áreas protegidas, y porque es poco probable que su población disminuya a casi la velocidad que obligue a calificar para su inclusión en una categoría de amenaza. Sin embargo, las extinciones locales han ocurrido en el sureste de su ámbito de distribución, debido a la destrucción del hábitat.  En el sureste de México es cazado y utilizado como alimento.

## Nombres comunes
Se conoce también como  paca, guardatinaja, guanta, tinajo, chilo, guagu molon, goruga, majaz, samani, samaño,  tepezcuintle, gualilla, conejo manchado o lapa. En el Centro de México es conocido como tepezcuintle, que es la forma castellanizada del nombre náhuatl tepeitscuintli (que significa "perro de montaña", de tepetl = montaña e itzcuintli = perro; aunque lejos esté de ser un cánido). Por este nombre  es conocido también en Guatemala, Honduras, El Salvador y Costa Rica; en Nicaragua es llamado guardatinaja; en Panamá es conocido como conejo pintado. En la península de Yucatán se le conoce como jaleb. En Perú se le conoce como majaz, samaño y picuro en Madre de Dios y la selva central, y en Bolivia es conocido como jochi pintado. En Colombia se le conoce como boruga, guartinaja, guadatinajo, guadaquinaje, guardaquinajes, guagua, lapa o chilo. En Paraguay, se lo conoce como Paca y en guarani Akutipay. En el Ecuador se lo conoce como gualilla,  paca o guanta. En Venezuela, se le conoce como lapa. En el norte de Argentina también se la llama en guaraní paí.

## Características
Su cuerpo mide entre 60 y 79 cm de longitud, 35 cm de altura y la cola 2 a 3 cm. Pesa entre 7 y 10 kg. Está cubierta por un pelaje híspido de color pardo o anaranjado, con bandas de manchas blancas redondeadas. La cabeza es grande, las mejillas son abultadas, las orejas son cortas, marrones, las vibrisas son largas, los ojos son grandes y bien separados. La gestación dura 145-155 días, al término de la cual tienen camadas de 1 a 3 cachorros. Las características de este animal pueden variar según la zona en la que se encuentre.

## Historia natural
Las pacas tienen hábitos nocturnos. Van solitarias o en parejas. Se alimentan de vegetales (tubérculos, rizomas, vástagos, hojas, semillas, frutos). Pasan el día en su madriguera construida con varias salidas disimuladas por el follaje. No se alejan demasiado de sus madrigueras y son animales territoriales. Son excelentes corredoras y nadadoras.
Puede ser intermediario de Echinococcus vogeli, que causa hidatidosis poliquistica.

## Caza, domesticación y crianza
Es un importante animal de caza para obtener su carne, lo cual se considera una amenaza para la especie, al igual que la destrucción de hábitat que ocurre en varias áreas por la deforestación.
En Costa Rica es una especie silvestre protegida, estando prohibida su caza, mientras que en otros países latinos, como Panamá y México, su aprovechamiento está regulado por las autoridades en materia ambiental. No obstante, en estos países, así como en la cuenca de la Amazonía peruana, se le cría de manera semidomesticada, dada la calidad nutricional de su proteína y la poca grasa que acumula.
Su consumo es importante para las poblaciones indígenas que habitan en su rango, donde su explotación se ha venido realizando de manera sostenible con el ambiente por miles de años.